# Diamond Bitch
Diamond Bitch es el álbum debut de la cantante polaca Doda. Fue lanzado el 27 de julio de 2007 y contiene música pop y rock. Incluye los sencillos "Katharsis" y "Nie Daj Się". Diamond Bitch fue el primer trabajo como solista de Doda tras abandonar su anterior banda de rock Virgin.

## Listado de canciones
| Standard |                            |                                                    |          |  |
| N.º      | Título                     | Música                                             | Duración |  |
| 1.       | «Całkiem Inna»             | Typser, Grizzly, Mack, Agnieszka Trojanowicz       | 3:36     |  |
| 2.       | «To jest to»               | Lindfors, Tysper                                   | 3:16     |  |
| 3.       | «Katharsis»                | Doda, Mikis Cupas, Tysper                          | 4:14     |  |
| 4.       | «Ćma»                      | Doda, Alfonzetti Lyander, Tysper                   | 3:25     |  |
| 5.       | «Misja»                    | Doda, Marcin Nierubiec                             | 3:45     |  |
| 6.       | «Cheerleaderka»            | Doda, Alfonzetti, Lyander, Aldeheim, Tysper        | 3:40     |  |
| 7.       | «Prowokacja»               | Doda, Alfonzetti, Lyander, Typser                  | 3:13     |  |
| 8.       | «Ostatni Raz Ci Zaśpiewam» | Doda, Tysper, Starkie                              | 3:56     |  |
| 9.       | «Judasze»                  | Doda, Hed, Westfal, Alfonzetti, Lyander, Tysper    | 3:02     |  |
| 10.      | «Rany»                     | Doda, Sebastian Piekarek                           | 3:34     |  |
| 11.      | «Dziękuję»                 | Doda, Tysper                                       | 4:19     |  |
| 12.      | «Diamond Bitch»            | Doda, Tysper, Grizlly, Mack, Agnieszka Trojanowicz | 3:27     |  |

| Re-edition |                            |                          |          |  |
| N.º        | Título                     | Música                   | Duración |  |
| 1.         | «Nie Daj Się»              | Doda, Marek Kościkiewicz | 3:36     |  |
| 2.         | «Całkiem Inna»             |                          | 3:16     |  |
| 3.         | «Katharsis»                |                          | 4:14     |  |
| 4.         | «Ćma»                      |                          | 3:25     |  |
| 5.         | «Misja»                    |                          | 3:45     |  |
| 6.         | «Cheerleaderka»            |                          | 3:40     |  |
| 7.         | «Prowokacja»               |                          | 3:13     |  |
| 8.         | «Ostatni Raz Ci Zaśpiewam» |                          | 4:06     |  |
| 9.         | «Judasze»                  |                          | 3:02     |  |
| 10.        | «Rany»                     |                          | 3:34     |  |
| 11.        | «Dziękuję»                 |                          | 4:39     |  |
| 12.        | «Diamond Bitch»            |                          | 3:27     |  |
| 13.        | «Dziękuję»                 |                          | 4:39     |  |
| 14.        | «Diamond Bitch»            |                          | 3:27     |  |

## Lista de éxitos
| Lista (2007)   | Mejor posición |
| -------------- | -------------- |
| Polonia (ZPAV) | 1              |

### Ventas
| Año  | Lista                     | Mejor posición | Ventas | Certificación |
| ---- | ------------------------- | -------------- | ------ | ------------- |
| 2007 | Poland Album Chart (ZPAV) | 1              | 30 000 | Platino       |

## Créditos
- Doda – voz
- Mark Tysper – teclados, bajo, guitarra, batería, programming, coros
- Marcin Trojanowicz – teclados, programming, coros
- Sebastian Piekarek – guitarra, coros
- Krzysztof Patocki – batería
- Anita Konca – coros
- Paweł Łuczak – teclados